# Parafia św. Marii Magdaleny w Mazańcowicach
Parafia św. Marii Magdaleny w Mazańcowicach – parafia rzymskokatolicka znajdująca się w Mazańcowicach. Należy do dekanatu Jasienica diecezji bielsko-żywieckiej.

## Historia

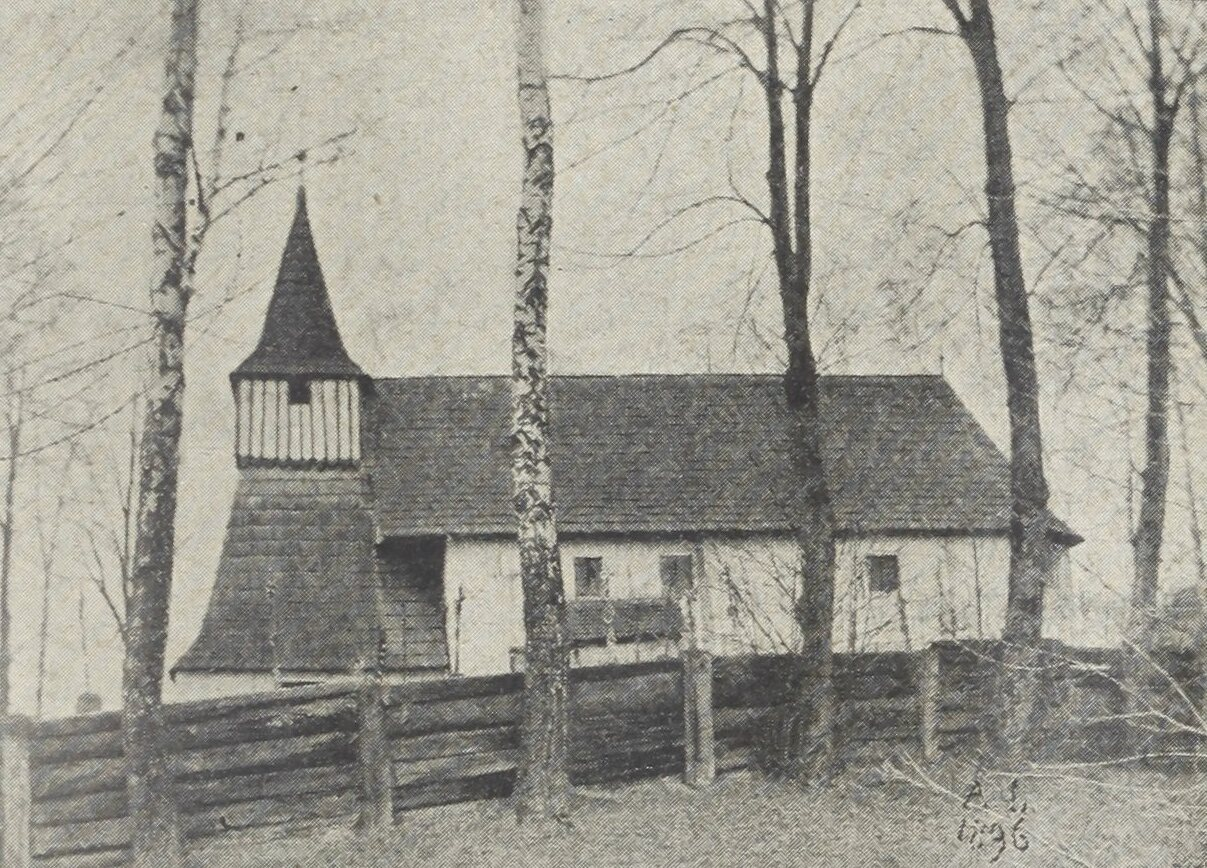
Stary drewniany kościół

Pierwszy drewniany kościół zbudowany został prawdopodobnie jeszcze przed nastaniem reformacji w księstwie cieszyńskim około 1500 roku. Kościół ten przez stulecia stanowił filię parafii w Międzyrzeczu. Nowy murowany kościół wybudowano w latach 1898-1901. Samodzielną parafię erygowano w 1911. Została podległa dekanatowi bielskiemu i wikariatowi generalnemu austriackiej części diecezji wrocławskiej. W 1925 parafia wraz z dekanatem znalazły się w diecezji katowickiej, a od 1992 w diecezji bielsko-żywieckiej.
1 stycznia 2015 parafię przeniesiono ze zlikwidowanego dekanatu Bielsko-Biała IV do nowo powstałego dekanatu Jasienica.

## Proboszczowie
źródło:
- 1911–1938 : ks. Stanisław Nowak
- 1938–1940 : ks. Feliks Hohman
- 1940–1969 : ks. Władysław Pruski
- 1970–2000 : ks. Kazimierz Wala
- 2000–2014 : ks. Paweł Grządziel
- od 2015 : ks. Piotr Grochowiecki